# ヒーリー・ハイツ (ポートランド)

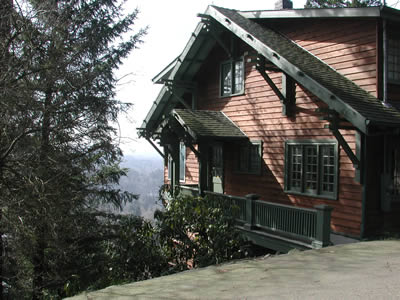
ヒーリー・ハイツ地区の丘陵に建つ住宅

ヒーリー・ハイツ（Healy Heights）は、アメリカ合衆国オレゴン州ポートランド市の南西部地域、ウェスト・ヒルズにある地区。ポートランド市によって正規の地区と認められているが、地区そのものはサウスウェスト・ヒルズ地区の中に存在している。
ヒーリー・ハイツ地区協会は年に1度、9月の第1日曜日にヒーリー・ハイツ公園（1951年）で持ち寄り夕食会を開いている。